# Nim (langage)
Pour les articles homonymes, voir Nim.
Nim (anciennement nommé Nimrod) est un langage de programmation impératif, multi-paradigme et compilé. Imaginé et développé par Andreas Rumpf, il est prévu pour être efficace, expressif et élégant. Il supporte la métaprogrammation, la programmation fonctionnelle, procédurale et orientée objet.
Initialement, le compilateur Nim était écrit en Pascal. En 2008, une version du compilateur écrite en Nim a été réalisée. Le compilateur est open source et développé par un groupe de volontaires en plus d'Andreas Rumpf. Le compilateur génère un code C optimisé.

## Exemples
Les exemples suivants sont valides sur la version 0.10.2 de Nim.

### Hello world
```
echo
 
"Hello World!"

```

### Renverser une chaîne
```
proc
 
reverse
(
s
:
 
string
):
 
string
 
=

  
result
 
=
 
""
 
# variable « result » implicite

  
for
 
i
 
in
 
countdown
(
high
(
s
),
 
0
):

    
result
.
add
 
s
[
i
]

var
 
str1
 
=
 
"Reverse This!"

echo
 
"Reversed: "
,
 
reverse
(
str1
)

```

Cet exemple présente quelques-unes des caractéristiques de Nim. L'une des plus exotiques est la variable implicite result : chaque procédure en Nim qui possède un type de retour a une variable de retour nommée result qui représente la variable qui sera retournée. Dans la boucle for, la fonction countDown est un itérateur.

### Métaprogrammation
```
import
 
std
/
strformat

template
 
genType
(
TypeName
,
 
id
:
 
expr
,
 
fieldName
:
 
expr
,
 
fieldType
:
 
typedesc
)
 
=

  
type

    
TypeName
 
=
 
object

      
id
:
 
string

      
fieldName
:
 
fieldType

genType
(
Personne
,
 
nom
,
 
age
,
 
int
)

var
 
personne1
 
=
 
Personne
(
"Jean"
,
 
age
:
 
45
)

echo
 
fmt
(
"{personne1.nom} a {personne1.age} ans."
)
 
# "Jean a 45 ans."

var
 
personne2
 
=
 
Personne
(
"Rose"
,
 
age
:
 
46
)

echo
 
fmt
(
"{personne2.nom} a {personne2.age} ans."
)
 
# "Rose a 46 ans."

```

C'est un exemple de métaprogrammation en Nim utilisant les modèles (templates). genType est appelé à la compilation et le type Personne est créé et défini en tant qu'objet contenant deux champs (un champ nom, utilisé comme identifiant de type chaîne implicite, et un second champ age de type dynamique); ce type d'objet est alors utilisé pour déclarer une variable nommée personne1 et y stocker une nouvelle instance de ce type, avant d'en afficher le contenu, et à nouveau pour déclarer une seconde variable.